# Alphonse Joseph Matthijsen
Alphonse Joseph Matthijsen MAfr (* 28. November 1890 in Hoogboom-Eeckeren, Belgien; † 19. August 1963) war ein belgischer Ordensgeistlicher und römisch-katholischer Bischof von Bunia.

## Leben
Alphonse Joseph Matthijsen trat der Ordensgemeinschaft der Weißen Väter bei und empfing am 8. September 1915 das Sakrament der Priesterweihe. Am 21. Juni 1922 bestellte ihn Papst Pius XI. zum ersten Apostolischen Präfekten von Lac Albert.
Am 11. Dezember 1933 wurde Alphonse Joseph Matthijsen infolge der Erhebung der Apostolischen Präfektur Lac Albert zum Apostolischen Vikariat erster Apostolischer Vikar von Lac Albert und Pius XI. ernannte ihn zum Titularbischof von Berenice. Der Erzbischof von Mecheln, Jozef-Ernest Kardinal Van Roey, spendete ihm am 25. Februar 1934 die Bischofsweihe; Mitkonsekratoren waren der Weihbischof in Mecheln, Jean Marie Van Cauwenbergh, und der Bischof von Gent, Honoré-Jozef Coppieters.
Alphonse Joseph Matthijsen wurde am 10. November 1959 infolge der Erhebung des Apostolischen Vikariats Lac Albert zum Bistum erster Bischof von Bunia. Matthijsen nahm an der ersten Sitzungsperiode des Zweiten Vatikanischen Konzils teil.